# Hady Amr

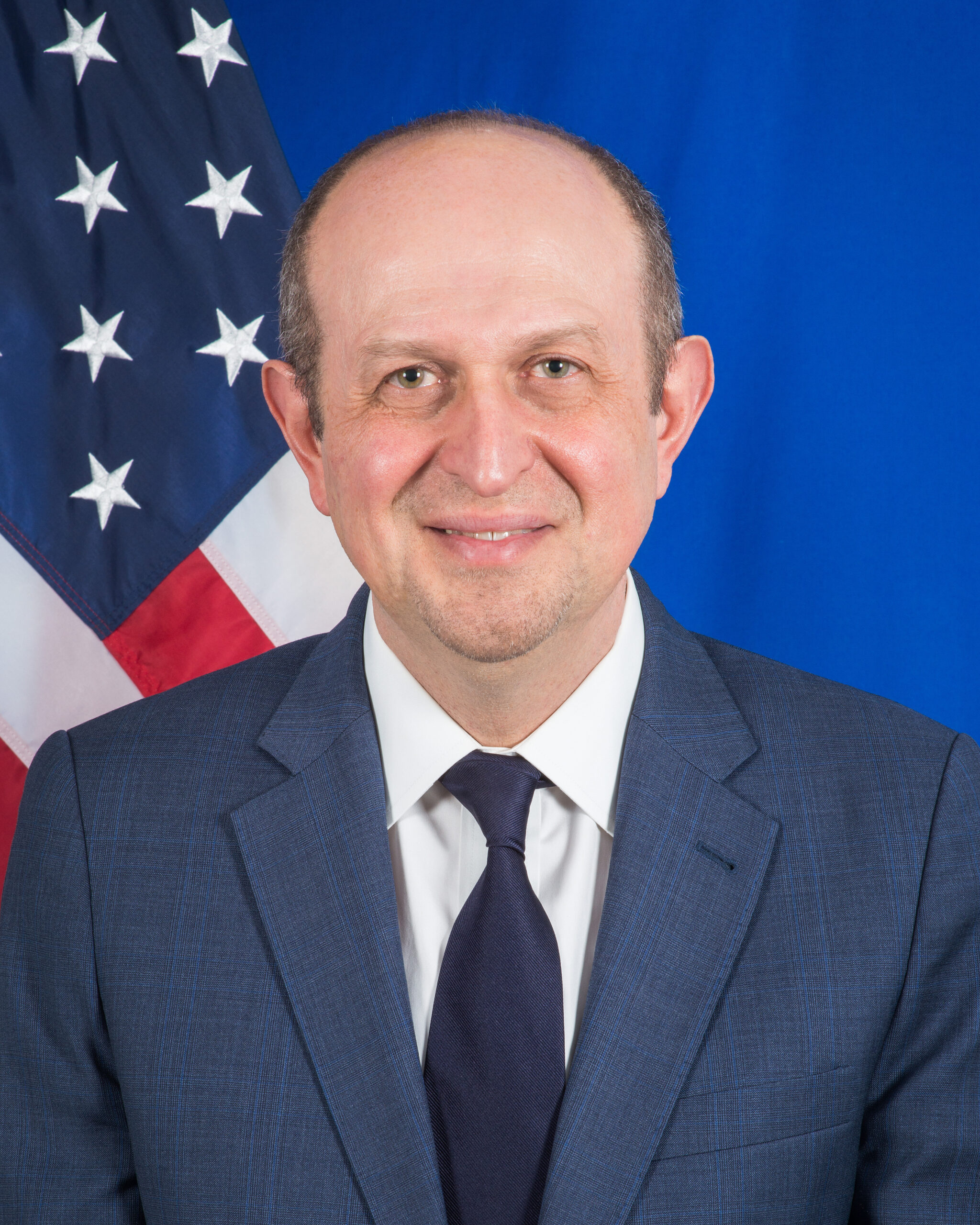
Hady Amr (2021)

Hady Amr (* 8. April 1967 in Beirut) ist ein US-amerikanischer Regierungsbeamter, der als Deputy Assistant Secretary für israelische und palästinensische Angelegenheiten im Bureau of Near Eastern Affairs im Außenministerium tätig ist. Er wurde am 20. Januar 2021 unter Präsident Joe Biden in dieses Amt berufen. Er wurde im Libanon geboren und hat enge Verbindungen zur Region, die sowohl von israelischen als auch palästinensischen Führern gelobt werden.
Er ist politischer Analyst und Autor auf dem Gebiet der Beziehungen der Vereinigten Staaten zur sogenannten islamischen Welt sowie in Bezug auf den arabisch-israelischen Konflikt, zum Libanon, zu Jordanien und ist Kenner der wirtschaftlichen und sozialen Entwicklung der arabischen Welt. Er wirkte als Senior Advisor im Ministerium für Innere Sicherheit, als Deputy Assistant Administrator für den Nahen Osten in der United States Agency for International Development und als stellvertretender Sondergesandter der Vereinigten Staaten für israelisch-palästinensische Verhandlungen von 2014 bis 2017.

## Biographie
Amr wurde 1967 in der libanesischen Hauptstadt Beirut geboren, wuchs aber größtenteils in New Jersey und Virginia auf. Er erwarb einen Bachelor of Arts in Wirtschaftswissenschaften an der Tufts University, bevor er einen Master of Arts in Internationalen Angelegenheiten an der Princeton University erwarb. Laut BBC arbeitete er während der Administration von Bill Clinton im Verteidigungsministerium. Er war kurzzeitig am Near East South Asia Center for Strategic Studies an der National Defense University tätig. Von 2001 bis 2006 leitete er eine unabhängige Beratungspraxis, die Amr Group. Er arbeitete auch für die Weltbank, das Weltwirtschaftsforum und andere internationale Institutionen und beriet diese. Er ist Wirtschaftswissenschaftler und unter anderem Berater der Vereinten Nationen. Er publizierte ausführlich über die Auswirkungen der palästinensischen Aufstände und die Aussichten auf Frieden in der Region.
Er ist Mitglied des Council on Foreign Relations und war zuvor Mitglied des Beratungsausschusses der Woodrow Wilson School of Public and International Affairs der Princeton University. Im Jahr 2002 wurde er vom Gouverneur von Virginia, Mark Warner, in die Behörde für öffentliche Schulen von Virginia berufen, eine Position, in die er von Gouverneur Tim Kaine erneut berufen wurde und die er bis 2010 innehatte.
Von 2006 bis 2010 war er Partner an der Brookings Institution und Gründungsdirektor des Brookings Doha Center in Katar. Im Jahr 2010 war er außerdem Senior Advisor im Ministerium für Innere Sicherheit. Von 2010 bis 2013 war er stellvertretender Assistant Administrator für den Nahen Osten bei der United States Agency for International Development. Von 2014 bis 2017 wirkte er als stellvertretender Sondergesandter der Vereinigten Staaten für israelisch-palästinensische Verhandlungen und arbeitete in einem Team unter Außenminister John Kerry, das sich auf wirtschaftliche Fragen konzentrierte. Er trat dem Verhandlungsteam im Sommer 2013 bei.
Im November 2020 wurde Amr zum freiwilligen Mitglied des „Joe Biden presidential transition Agency Review Team“ ernannt, um den Übergang in Bezug auf das US-Außenministerium zu unterstützen.
Amr ist Autor von Publikationen wie The Need to Communicate: How to Improve U.S. Public Diplomacy with the Islamic World und The Opportunity of the Obama Era: How Civil Society Can Help Bridge Divides between the United States and a Diverse Muslim World, veröffentlicht von Brookings. Er war auch Autor der Newsweek, der Washington Post und der International Herald Tribune. Für die Vereinten Nationen verfasste er eine Reihe von Berichten, darunter The State of the Arab Child und einen sehr israelkritischen Artikel für die libanesische Zeitung The Daily Star.